# Pestkapelle (Probstried)

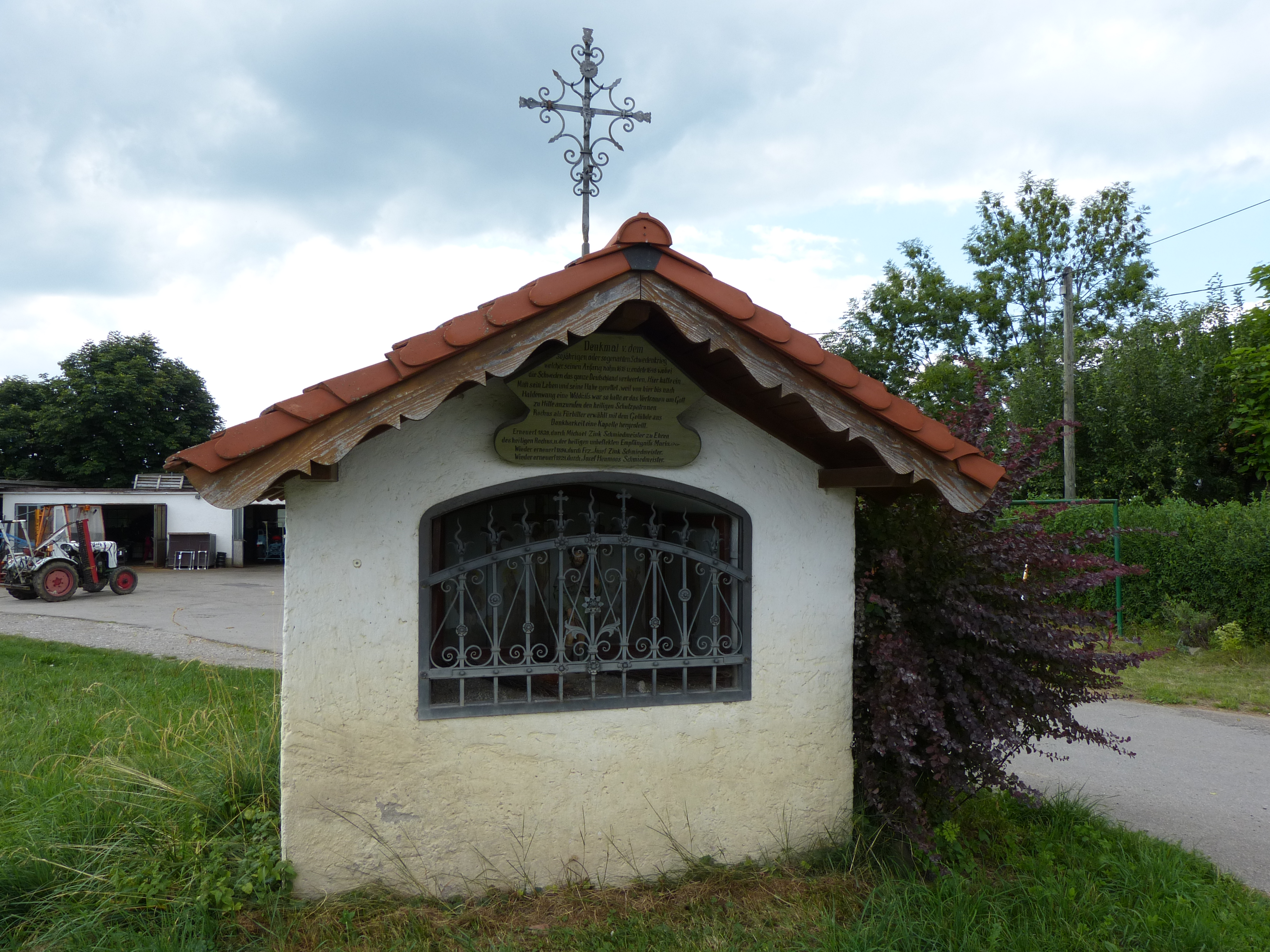
Pestkapelle in Probstried

Die sogenannte Pestkapelle befindet sich am Ortsausgang von Probstried in Richtung Haldenwang im Landkreis Oberallgäu in Bayern. Die Kapelle steht unter Denkmalschutz.

## Beschreibung
Der Giebel der kleinen Kapelle trägt eine Inschrift, wonach die Kapelle 1649 errichtet wurde. In den Jahren 1839, 1894 und 1929 wurde die Kapelle restauriert. Ausgeführt ist die Kapelle als rechteckiger Bau mit Satteldach. Innen befindet sich eine Figur des hl. Rochus aus dem 19. Jahrhundert. Zusätzlich sind drei wiederholt erneuerte Holztafeln angebracht. Diese zeigen die Kreuzigung mit dem hl. Rochus und dem hl. Antonius, den hl. Cornelius und den hl. Cyprian, sowie auf der dritten Holztafel die Muttergottes.
Im Dachgiebel der Kapelle ist eine Hinweistafel mit folgendem Text angebracht:
Denkmal v. dem 30jährigen oder sogenannten Schwedenkrieg welcher seinen Anfang nahm 1618 u. endete 1648 wobei die Schweden das ganze Deutschland verheerten. Hier hatte ein Man sein Leben und seine Habe gerettet; weil von hier bis nach Haldenwang eine Wildnis war so hatte er das Vertrauen um Gott zu Hilfe anzurufen den heiligen Schutzpatronen Rochus als Fürbitter erwählt mit dem Gelübde aus Dankbarkeit eine Kapelle hergestellt.
Erneuert 1839 durch Michael Zink Schmiedmeister zu Ehren des heiligen Rochus u. der heiligen unbefleckten Empfängnis Maria. Wieder erneuert 1894 durch Frz. Josef Zink Schmiedmeister. Wieder erneuert 1929 durch Josef Heumoos Schmiedmeister.

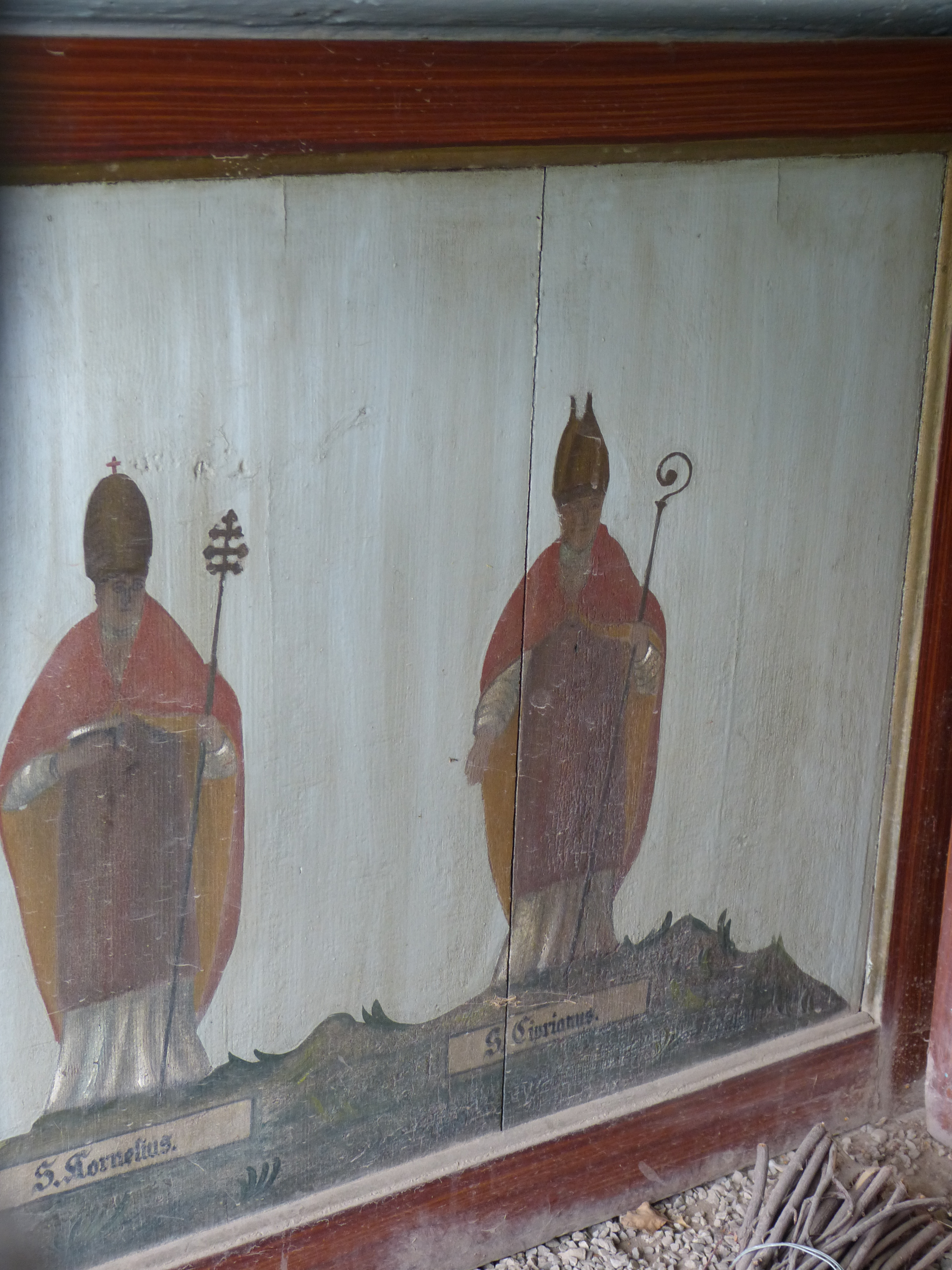
Darstellung der heiligen Cornelius und Cyprian
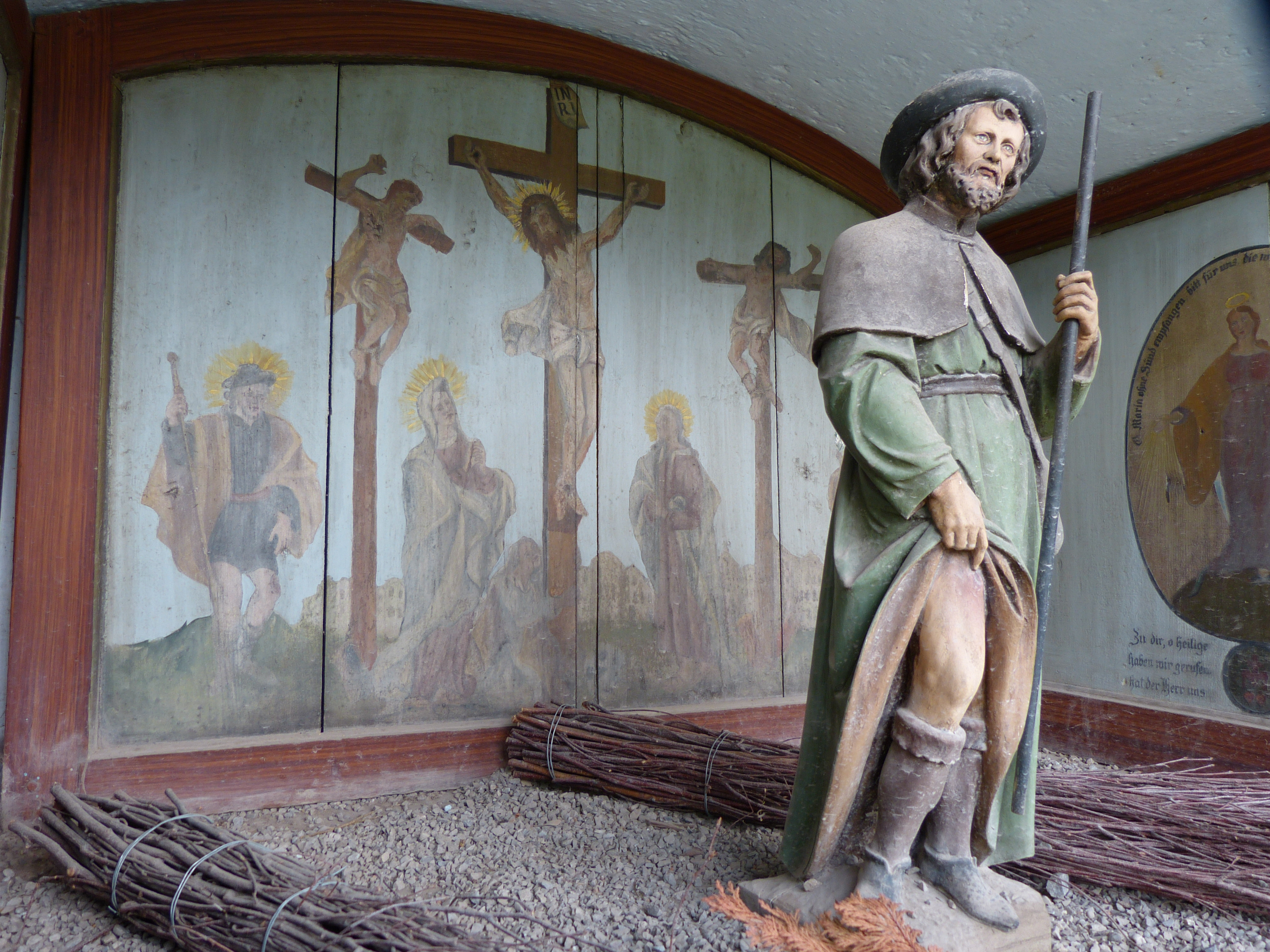
Figur des heiligen Rochus, im Hintergrund Kreuzigungsszene
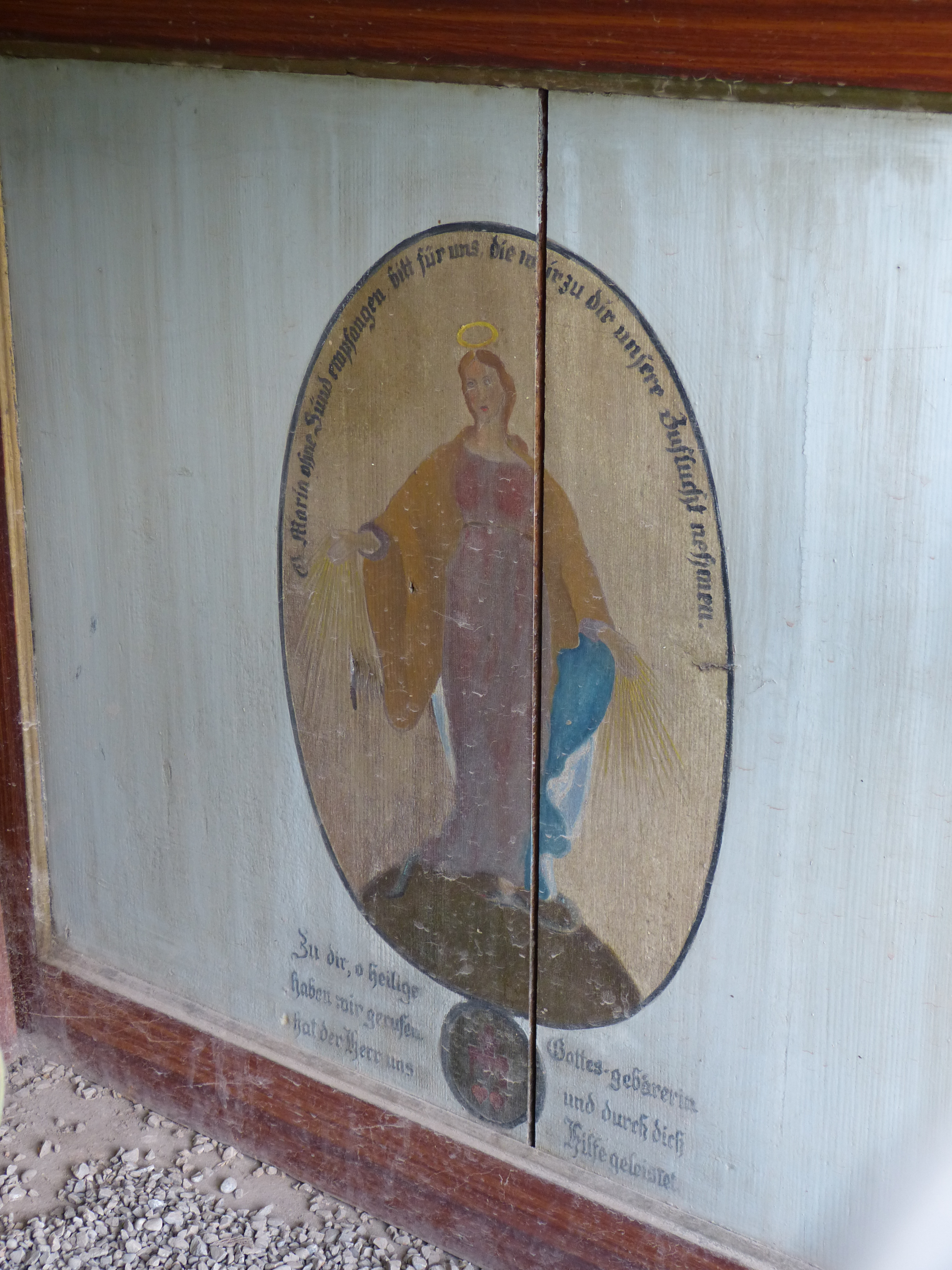
Darstellung der Muttergottes